# Hertfordshire Senior County Football League
De Hertfordshire Senior County Football League is een Engelse regionale voetbalcompetitie voor clubs uit de regio Hertfordshire. De competitie bestaat uit twee divisies op het elfde en twaalfde niveau in de Engelse voetbalpiramide. De kampioen van de Premier Division kan promoveren naar Division One van de Spartan South Midlands League.

## Clubs in het seizoen 2014/15

### Premier Division
- Bedmond Sports & Social
- Belstone
- Bovingdon
- Bushey Sports
- Chipperfield Corinthians
- Cuffley
- Hatfield Social
- Hertford Heath
- Lemsford
- Letchford Garden City Eagles
- Mill End Sports
- Sandridge Rovers
- Sarratt
- Standon & Puckeridge
- Whitwell
- Wormley Rovers

### Division One
- AFC Hatfield
- Broadfields United Reserves
- Buntingford Town
- Cheshunt Reserves
- Colney Heath Reserves
- Evergreen
- Hampstead Heath
- Hatfield Town Reserves
- Hinton
- Knebworth
- Old Parmiterians

## Recente kampioenen
| Seizoen | Premier Division           | Division One                  |
| ------- | -------------------------- | ----------------------------- |
| 2000/01 | Oxhey Jets                 | Hatfield Town                 |
| 2001/02 | Oxhey Jets                 | Hadley                        |
| 2002/03 | Oxhey Jets                 | Hatfield Town                 |
| 2003/04 | Hadley                     | Whitewebbs                    |
| 2004/05 | Hadley                     | Buntingford Town              |
| 2005/06 | Whitewebbs                 | Standon & Puckeridge          |
| 2006/07 | Whitewebbs                 | Park Street Village           |
| 2007/08 | Hatfield Town              | Baldock Town                  |
| 2008/09 | Metropolitan Police Bushey | Cuffley                       |
| 2009/10 | London Lions               | Letchworth Garden City Eagles |
| 2010/11 | Hinton                     | Goff's Oak                    |
| 2011/12 | Baldock Town               | Whitwell                      |
| 2012/13 | Metropolitan Police Bushey | Aslan                         |
| 2013/14 | Bedmond Sports & Social    | Hatfield Social               |